# Halfdan Bryn
Halfdan Bryn, född 20 maj 1864 i Trondheim, död 5 mars 1933 i Trondheim, var en norsk militärläkare och antropolog.
Bryn avlade läkarexamen 1889 och for året efter till USA där han gjorde läkarpraktik i Dakota och New York. 1891 återvände han till Norge och arbetade därefter i sin födelsestad Trondheim där han drev en privat läkarpraktik. Han blev 1911 divisionsläkare, och senare överfältläkare. 1927 promoverades Bryn till hedersdoktor vid Uppsala universitet. Frånsett en del botaniska arbeten ägnade sig Bryn nästan helt åt den fysiska antropologin, och har framhållits som Norges främste antropolog, näst efter Carl Oscar Eugen Arbo. I sin samtid var han den mest kände norske rasbiologen. Hans arbeten behandlar i första hand befolkningen i Tröndelagen: Tröndelagens antropologi (1917). Enligt hans teorier hade befolkningen här uppstått ur en högvuxen, blåögd och blond befolkning med medellång skalle och en lågvuxen, svarthårig, brunögd samt kortskallig.
I Anthropologia Nidarosensis (1920), menade han sig ha kunnat konstatera samma resultat och hans forskning hade i samtiden allmänt stöd. Samma utgångspunkt hade han i sina studier Möre fylkes antropologi (1920) och Selbu og Tydalen (1921). Enligt Bryn skulle den högvuxna rasen vara germansk, medan den lågvuxna inte kunde vara av samisk, utan av alpinskt ursprung (se för övrigt Bertil Lundmans teorier).
Bryn gjorde även studier av nordnorges antropologi i Troms fylkes antropologi (1920), samt studier över ärftlighetslagarna, över skallens index, över irispigmenteringen (ögonfärgen) och över människans utvecklingshistoria.